# Anacalliax
Anacalliax är ett släkte av kräftdjur. Anacalliax ingår i familjen Ctenochelidae.
Kladogram enligt Catalogue of Life:
| Anacalliax | \| \| Anacalliax agassizi \| \| \| \| \| \| Anacalliax argentinensis \| \| \| \| |
|            | \| \| Anacalliax agassizi \| \| \| \| \| \| Anacalliax argentinensis \| \| \| \| |
|            | Callianopsis                                                                     |
|            |                                                                                  |
|            | Ctenocheles                                                                      |
|            |                                                                                  |
|            | Dawsonius                                                                        |
|            |                                                                                  |
|            | Gourretia                                                                        |
|            |                                                                                  |
|            | Paracalliax                                                                      |
|            |                                                                                  |
|            | Anacalliax agassizi                                                              |
|            |                                                                                  |
|            | Anacalliax argentinensis                                                         |
|            |                                                                                  |

|  | Anacalliax agassizi      |
|  |                          |
|  | Anacalliax argentinensis |
|  |                          |